# Olympische Winterspiele 1984/Teilnehmer (Sowjetunion)
| Gelbes Symbol für Goldmedaillen mit stilisierten Olympischen Ringen | Graues Symbol für Silbermedaillen mit stilisierten Olympischen Ringen | Braundes Symbol für Bronzemedaillen mit stilisierten Olympischen Ringen |
| ------------------------------------------------------------------- | --------------------------------------------------------------------- | ----------------------------------------------------------------------- |
| 6                                                                   | 10                                                                    | 9                                                                       |

Die Sowjetunion nahm an den Olympischen Winterspielen 1984 in Sarajevo mit einer Delegation von 99 Athleten (74 Männer, 25 Frauen) teil. Der Eishockeytorwart Wladislaw Tretjak wurde als Fahnenträger für die Eröffnungsfeier ausgewählt.

## Teilnehmer nach Sportarten

### Biathlon
Herren:
- Sergei Bulygin
10 km: 11. Platz
20 km: 17. Platz
4 × 7,5 km:
- Juri Kaschkarow
10 km: 10. Platz
20 km: 35. Platz
4 × 7,5 km:
- Dmitri Wassiljew
20 km: 32. Platz
4 × 7,5 km:
- Algimantas Šalna
10 km: 5. Platz
4 × 7,5 km:

### Bob
| Zweierbob: - Jānis Ķipurs / Aivars Šnepsts (URS I) 4. Platz - Wladimir Alexandrow / Zintis Ekmanis (URS II) | Viererbob: - Ivars Bērzups / Māris Poikāns / Jānis Ķipurs / Aivars Šnepsts (URS I) 6. Platz - Wladimir Alexandrow / Zintis Ekmanis / Rihards Kotāns / Jānis Skrastiņš (URS II) 12. Platz |

### Eishockey
Herren: 
| - Sinetula Biljaletdinow - Nikolai Drosdezki - Wjatscheslaw Fetissow - Alexander Gerassimow - Alexei Kassatonow - Andrei Chomutow - Wladimir Kowin - Alexander Koschewnikow - Wladimir Krutow - Igor Larionow | - Sergei Makarow - Wladimir Myschkin - Wassili Perwuchin - Sergei Schepelew - Alexander Skworzow - Sergei Starikow - Igor Stelnow - Wladislaw Tretjak - Wiktor Tjumenew - Michail Wassiljew |

### Eiskunstlauf
| Damen: - Kira Iwanowa - Anna Kondraschowa 5. Platz - Jelena Wodoresowa 8. Platz | Herren: - Alexander Fadejew 7. Platz - Wladimir Kotin 8. Platz | Paare: - Marina Awstrijskaja / Juri Kwaschnin 9. Platz - Larissa Selesnjowa / Oleg Makarow - Jelena Walowa / Oleg Wassiljew | Eistanz: - Natalja Bestemjanowa / Andrei Bukin - Marina Klimowa / Sergei Ponomarenko - Olga Woloschinskaja / Alexander Swinin 7. Platz |

### Eisschnelllauf
| Damen: - Irina Kuleschowa-Kowrowa 500 m: 4. Platz - Natalja Kurowa 1500 m: 7. Platz - Walentina Lalenkowa 1000 m: 4. Platz 1500 m: 6. Platz 3000 m: 8. Platz - Natalja Petrusjowa 500 m: 6. Platz 1000 m: 1500 m: 3000 m: 9. Platz - Olga Pleschkowa 3000 m: 4. Platz - Natalja Glebowa 500 m: 1000 m: 37. Platz | Herren: - Sergei Beresin 5000 m: 32. Platz - Dmitri Botschkarjow 10.000 m: 6. Platz - Oleg Boschjew 1500 m: 5000 m: 5. Platz - Alexander Danilin 500 m: 9. Platz - Sergei Fokitschew 500 m: - Sergei Chlebnikow 1000 m: 1500 m: - Konstantin Korotkow 10.000 m: 14. Platz - Wladimir Koslow 500 m: 6. Platz - Igor Malkow 5000 m: 10.000 m: - Pawel Pegow 1000 m: 13. Platz - Wiktor Wladimirowitsch Schascherin 1000 m: 6. Platz 1500 m: 8. Platz |

### Rodeln
| Damen: - Ingrīda Amantova 4. Platz - Natalja Lissiza 10. Platz - Vera Zozuļa 5. Platz | Herren: - Sergei Danilin - Waleri Dudin - Juri Chartschenko 7. Platz | Doppelsitzer: - Jewgeni Beloussow / Alexander Beljakow - Juris Eisaks / Einārs Veikša 7. Platz |

### Ski Alpin
| Damen: - Nadeschda Andrejewa Riesenslalom: 29. Platz Slalom: 14. Platz | Herren: - Wladimir Andrejew Riesenslalom: DNF Slalom: DNF - Wladimir Makejew Abfahrt: 16. Platz - Waleri Zyganow Abfahrt: 23. Platz |

### Ski Nordisch

#### Langlauf
| Damen: - Nadeschda Burlakowa 5 km: 14. Platz 10 km: 9. Platz 4 × 5 km: 4. Platz - Ljubow Ljadowa 10 km. 12. Platz 20 km: 7. Platz 4 × 5 km: 4. Platz - Tamara Markaschanskaja 20 km: 13. Platz - Raissa Smetanina 5 km: 11. Platz 10 km: 20 km: 4 × 5 km: 4. Platz - Julija Stepanowa 5 km: 12. Platz 10 km: 8. Platz 20 km: 15. Platz 4 × 5 km: 4. Platz - Lilija Wassiltschenko 5 km: 17. Platz | Herren: - Oleksandr Batjuk 15 km: 10. Platz 50 km: 16. Platz 4 × 10 km: - Juri Burlakow 30 km: 11. Platz - Wladimir Nikitin 15 km: 5. Platz 4 × 10 km: - Wladimir Sachnow 30 km: 4. Platz 50 km: 8. Platz - Alexander Sawjalow 15 km: 16. Platz 30 km: 50 km: 7. Platz 4 × 10 km: - Nikolai Simjatow 15 km: 6. Platz 30 km: 50 km: 13. Platz 4 × 10 km: |

#### Skispringen
Herren:
- Juri Golowschtschikow
Normalschanze: 50. Platz
Großschanze: 39. Platz
- Gennadi Prokopenko
Normalschanze: 26. Platz
Großschanze: 30. Platz
- Waleri Sawin
Normalschanze: 31. Platz

#### Nordische Kombination
Herren:
- Sergei Tscherwjakow
12. Platz
- Ildar Garifullin
23. Platz
- Alexander Majorow
14. Platz
- Oleksandr Proswirnin
6. Platz